# هفتوان (سلماس)
هفتوان هي قرية في مقاطعة سلماس، إيران. عدد سكان هذه القرية هو 6,313 في سنة 2006.